# Чамиші
Чамиші́ (рос. Чамыши, чув. Чамăш) — присілок у Чувашії Російської Федерації, у складі Орінінського сільського поселення Моргауського району.
Населення — 199 осіб (2010; 210 в 2002, 239 в 1979; 248 в 1939, 261 в 1926, 242 в 1906, 170 в 1858). Національний склад — чуваші, росіяни.

## Історія
Історична назва — Чамиш. Утворився як виселок села Архангельське (Орініно). До 1866 року селяни мали статус державних, займались землеробством, тваринництвом, ковальством, виробництвом коліс. 1931 року створено колгосп «Червона Зірка». До 1920 року присілок перебував у складі Акрамовської волості Козьмодемьянського, до 1927 року — у складі Чебоксарського повіту. 1927 року присілок переданий до складу Татаркасинського, 1939 року — до складу Сундирського, 1944 року — до складу Моргауського, 1959 року — повернуто до складу Сундирського, 1962 року — до складу Чебоксарського, 1964 року — до складу Моргауського району.